# Походження нафти і газу

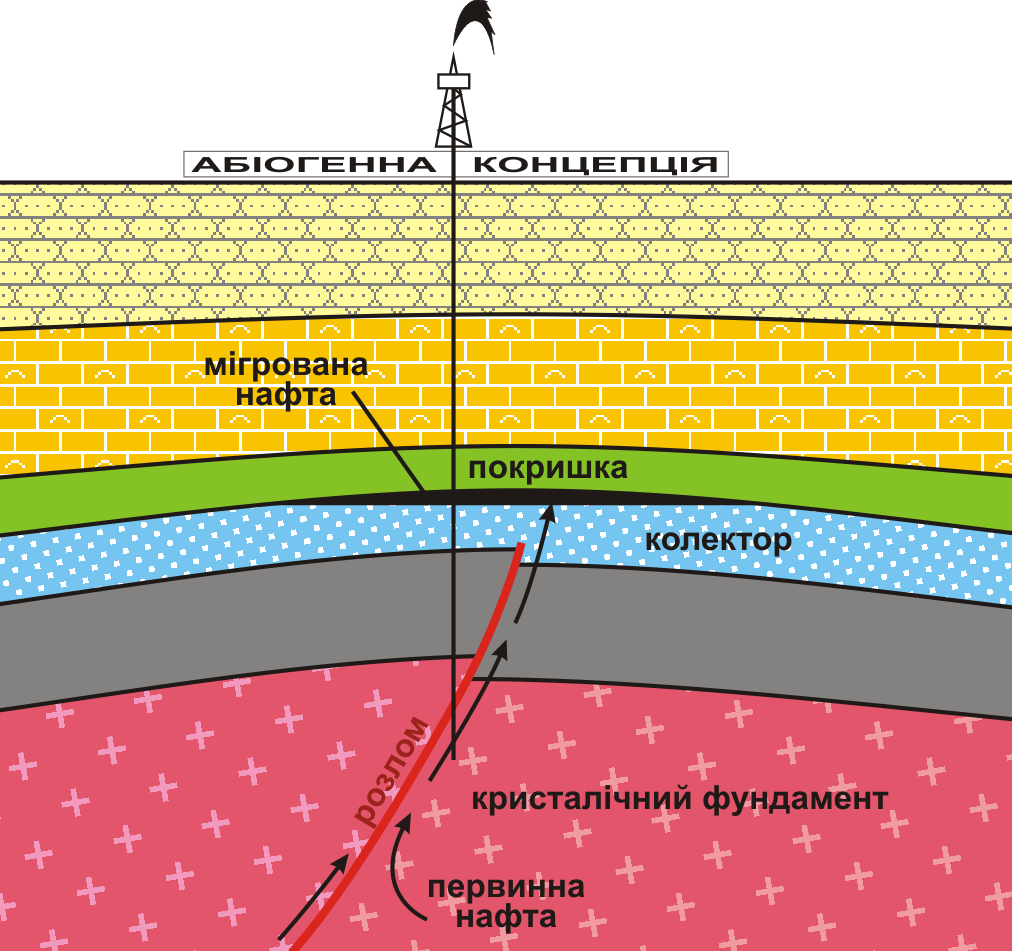
Абіогенна концепція походження нафти і газу

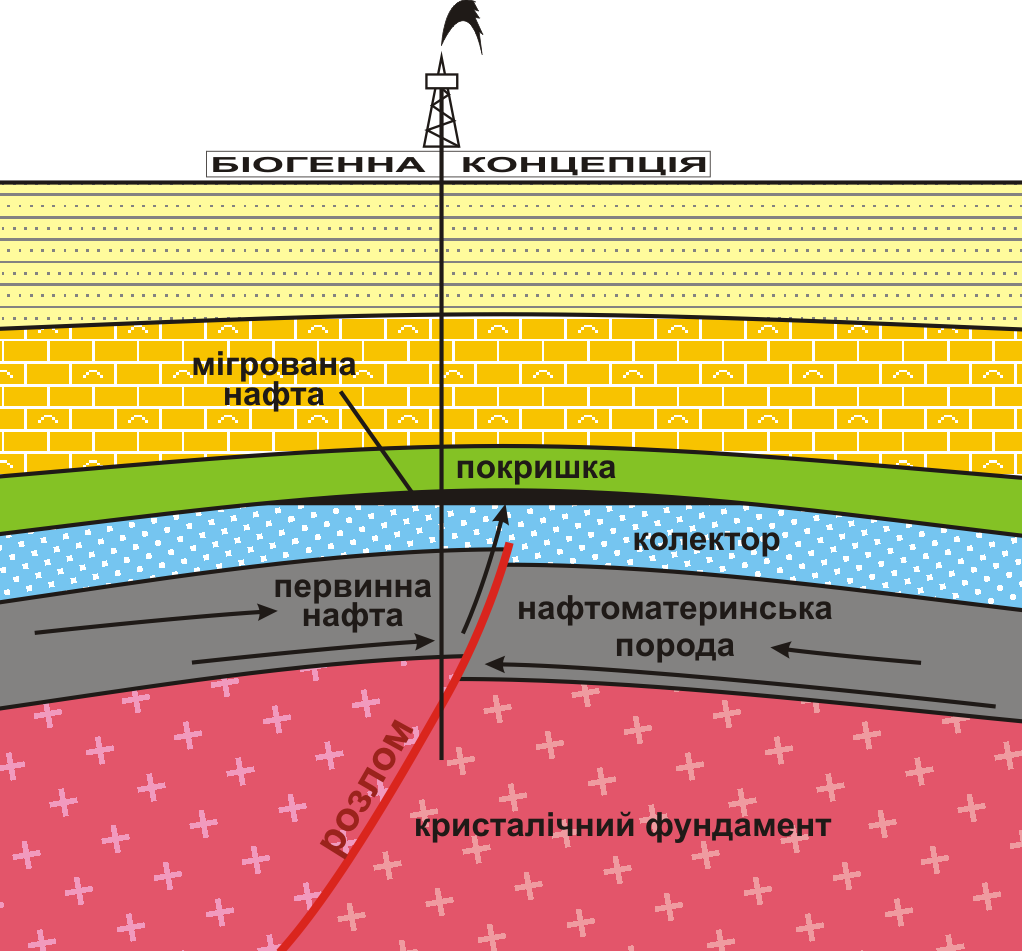
Біогенна концепція походження вуглеводнів

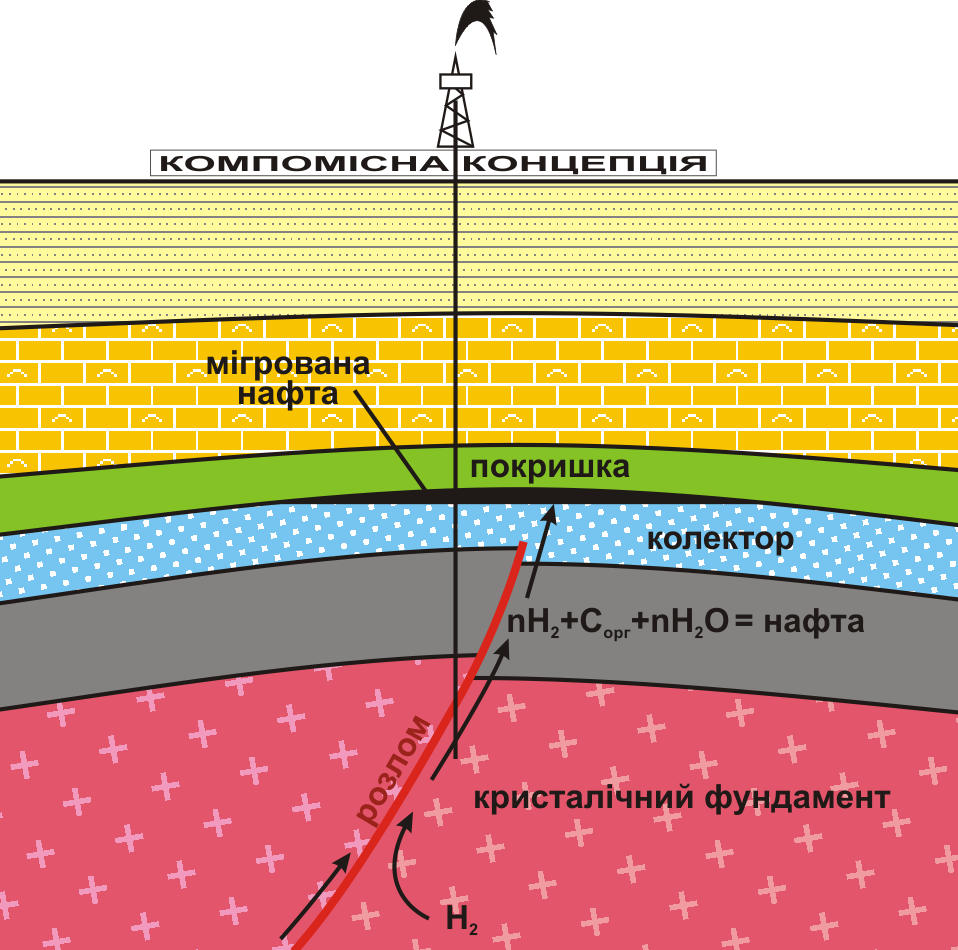
Компромісна (осадово-неорганічна) концепція походження нафти і газу

Походження нафти і газу — одне з найскладніших і дискусійних питань в геології. Ця проблема виникла ще у XVI ст. і залишається дискусійною дотепер.

## Загальний стан проблеми
Основними труднощами, що стоять перед дослідниками питання про походження «природної нафти», розуміючи під цією назвою широкий комплекс газоподібних, рідких і твердих вуглеводних сполук, є явно вторинний характер залягання нафтових бітумів і відсутність у самій нафті залишків вихідної органічної тканини. Донедавна позбавлені прямих і переконливих фактів, що належать безпосередньо до досліджуваного об'єкта, дослідники змушені були оперувати непрямими міркуваннями і фактами, які допускають різне тлумачення. У зв'язку з цим не було єдності думок навіть у такому кардинальному питанні, як питання про органічне чи неорганічне походження нафти. Сьогодні переважна більшість геологів підтримують думку про наявність двох механізмів утворення нафти: із залишків живої матерії, а також неорганічного походження нафти з еманацій верхньої мантії. Ці механізми мають вагомі підтвердження як геологічного, так і хімічного порядку.
Проблема походження нафти і формування її родовищ має велике практичне значення, тому що її вирішення дозволить обґрунтовано підходити до пошуку і розвідки нафтових родовищ і оцінювання їх запасів, однак і зараз серед геологів і хіміків є прихильники як гіпотез неорганічного, так і гіпотез органічного походження нафти.

## Концепційна структура проблеми
- Абіогенна (неорганічна) концепція
  - Космічна теорія В. Д. Соколова (1892): «Земна» нафта є продуктом перетворення первинних вуглеводнів космосу, що потрапили на Землю разом з іншими формами космічної матерії в епоху формування Землі й інших планет Сонячної системи.
  - Карбідна теорія Менделєєва (1877): При дії водяної пари на деякі карбіди металів утворюються вуглеводні. Процес протікав при проникненні води тріщинами на великі глибини, там утворювалися вуглеводні, що випаровувалися й підіймалися в холодну оболонку Землі.
  - Магматична теорія Кудрявцева: Нафта утворюється в магмі в невеликих кількостях, а потім мігрує нагору тріщинами й розломами, заповнюючи пористі гірські породи.
- Біогенна (органічно-міграційна) концепція

Компромісним варіантом є осадово-неорганічна теорія Чабаненка, яка припускає, що нафтові вуглеводні формуються in situ у верхніх ділянках земної кори, де глибинний водень взаємодіє із розсіяною органічною речовиною осадових порід.

## Гіпотези неорганічного походження
Можливість протікання хімічних реакцій, що приводять до утворення суміші вуглеводнів, експериментально підтвердив Дмитро Менделєєв і до тих пір ніким не спростовується. Однак ця гіпотеза не пояснює причини різноманіття компонентного складу нафт, які зустрічаються в різних родовищах, і навіть у тому самому родовищі, на різних горизонтах. Висловлювалися заперечення проти мінеральних гіпотез і в зв'язку з тим, що майже усі нафти здатні обертати площину поляризації світла, а цю властивість мають лише речовини органічного походження. Геологи заперечували можливість присутності карбідів металів у надрах Землі на глибинах менше 70 км, де температура досягає 2000 °C, однак туди не може проникнути вода. Мінеральні гіпотези не дають відповіді на питання — чому нафту завжди виявляють в осадових породах, що містять залишки живих організмів (1951).
Виконаний академіком НАН України О.Ю. Лукіним аналіз геолого-геофізичних і геохімічних даних по різним нафтогазоносним басейнах світу свідчать про те, що головним фактором формування нафтових і газових родовищ не є стародавні геологічно тривалі катагенетичні процеси крапельної первинної міграції при тектонічному зануренні збагачених біогенною органікою осадових товщ, а глибинна дегазація землі [Лукін, 2015 року].

## Гіпотеза органічного осадово-міграційного походження нафти
Основні положення:
- Нафта має виключно біогенне походження
- Нафта виникла внаслідок деструктивного перетворення (метаморфізму) залишків фіто- і зоопланктону, які були захороненні в товщах осадових порід (глини, вапняки тощо)
- Перетворення решток рослин і тварин відбувалося не в усіх осадових товщах, а лише в тих, які були достатньо (>4%) збагачені біогенною органікою і мають назву нафтоматеринських (англ. source rocks), або нафтотвірних, шарів. Перетворення, як правило відбувається за дві стадії:
  - діагенетична стадія перетворення — анаеробно-бактеріальні процеси в товщі пухкого обводненого осадку
  - катагенетична — фізико-хімічні перетворення в породі, обумовлені температурою і тиском у надрах
- У нафтоматеринських шарах нафта утворювалася вже в «готовому» вигляді у формі дисперсно-розсіяних краплинок, які в цій теорії мають назву частинок мікронафти
- Після завершення формування дисперсні краплинки мікронафти мігрують з нафтотвірних осадових шарів і рухаються за градієнтом тиску в товщах сусідніх осадових порід до тих пір, поки не потраплять до пасток, в яких нагромаджуватимуться й перетворюватимуться в нафтові або газові родовища.

Ідея органічного походження нафти вперше була викладена Ломоносовим (1763 р.). Відомий ряд гіпотез органічного походження нафти, які по-різному трактують склад вихідного матеріалу, умови і форму його нагромадження і поховання, баланс процесу, умови і фактори перетворення в нафту, фактори і види її міграції. Всі вони базуються на тезах про органічний характер вихідного матеріалу, генетичний зв'язок його нагромадження і перетворення з осадовими породами, сприятливою фаціальною обстановкою і перетворенням у нафту похованого матеріалу в осадовій оболонці Землі. У зв'язку з цим Вассоєвич назвав гіпотезу про походження нафти органічною осадово-міграційною.
Джерелом утворення нафти за цією гіпотезою є органічні залишки переважно нижчих рослинних і тваринних організмів, що жили в товщі води (планктон) і на дні водойм (бентос). Розпад відмерлих організмів — одна зі стадій їхнього перетворення в нафту, причому ступінь участі різних хімічних компонентів відмерлих організмів неоднакова.
Перетворення вуглеводів, що входять до складу відмерлих організмів, починається ще у водному середовищі. Гумусо-лігнінові речовини, принесені річками в морські басейни, багатьма розглядаються як одне з джерел материнської субстанції для нафти, однак самі вони, знаходячись у вигляді гумінових кислот і окиснених елементів рослин безпосередньо не здатні бути джерелом нафтових вуглеводнів. Вони можуть утворювати комплексні сполуки з високомолекулярними алканами нормальної побудови та ізопреноїдними вуглеводнями й у такий спосіб бути переносниками їх з суші у водойми. Білки легко засвоюються бактеріями і можуть служити джерелами азотистих і сірчистих сполук нафти.
Ліпіди за хімічним складом і молекулярною побудовою стоять близько до деяких вуглеводнів нафти. Розрізняють стадії:
- а) діагенетичну — анаеробно-бактеріальні процеси;
- б) катагенетичну — фізико-хімічні перетворення, обумовлені температурою і тиском у надрах.

Процес утворення нафти протікав на глибині, при 100—200 °C, можливо термічно — каталітично під впливом глин, що є природними алюмосилікатними каталізаторами і стимулюють реакції дегідратації спиртів та декарбоксилування кислот у вуглеводні, ізомеризації і полімеризації алкенів, деструкції і перерозподілу (диспропорціонування) водню й ін. Нафта являє собою поєднання двох груп сполук: з успадкованою структурою молекул вихідної органічної речовини і сполук, що утворилися в результаті глибоких перетворень.
На сьогодні найбільше поширення одержала гіпотеза парагенезису горючих копалин, відповідно до якої шляхи перетворення органічних залишків обумовлюються материнською речовиною й умовами перетворення. Прийнято, що органічні речовини (ОР) гумусового ряду генерують переважно газ, у той час як ОР планктогенного (сапропелевого) типу генерують і нафту і газ, причому після того, як ОР планктогенного типу вичерпає свій нафтоматеринський потенціал (зона перетворення жирного і пісного вугілля), воно мало відрізняється за своїми властивостями від гумусового і при подальшому зануренні генерує газоподібні речовини. На стадії діагенезу ОР обох типів генерують багато біогенного метану. Звичайно цей метан розсіюється, але в умовах окраїнних шельфів, близько континентального рівня, на глибинах понад 250 м, у зоні низьких температур можуть утворюватися гідрати метану, здатні дати початок родовищам природного газу (ПГ).
Нерівномірність процесу катагенетичного перетворення ОР дозволила виділити головну фазу нафтоутворення, як етапу максимальної реалізації нафтоматеринського потенціалу порід, що відповідає певному ступеню метаморфізму (градації літогенезу) порід (Д, Г, Ж). У зв'язку з тим, що газоутворення супроводжує всі етапи перетворення ОР неясно, чи існує головна зона газоутворення. Деякі дослідники вважають, що гумусова органіка має єдиний ранній максимум, що припадає на торф'яну, буровугільну і початок довгополуменевої стадії катагенезу, інші відносять зону максимального газоутворення до великих глибин, тобто до жорсткіших термобаричних умов, ніж при нафтоутворенні, а треті вважають, що при перетворенні ОР гумусового типу виявляється два максимуми газоутворення.
Розраховано масштаби газоутворення при катагенезі двох крайніх типів ОР — гумусового і сапропелевого й виявлені три фази збільшення виходу метану: 1) на стадії Б-Д — до 0,9% від вихідної маси; 2) на стадії Ж-П — до 1,3-1,4% від вихідної маси і 3) на стадії А1- А2 — до 0,9% і два мінімуми метаноутворення: різкий посередині зони катагенезу Г і менш різкий у зоні П. Доведено, що гумусова ОР генерує майже чистий метан, а сапропелеві — також його газоподібні і рідкі гомологи.
З огляду на поширеність процесу газоутворення, можна вважати, що були б пастки, а гази завжди знайдуться. Такі пастки практично відсутні у вугленосних басейнах, але коли вугленосні відклади перекриті надійними покришками, то у випадку досягнення вугленосними відкладами головної зони газоутворення (П-А) утворюються великі скупчення газу (Гронінген, Слохтерен у Північноморському регіоні, родовища півночі Тюменської області тощо).
Для збереження родовищ природного газу за інших однакових умов величезне значення має тривалість часу, що відокремлює етап його формування від наших днів, у зв'язку з чим, у древніх відкладеннях газові скупчення не збереглися — вуглеводні з них розсіялися внаслідок багатолітньої дифузії й ефузії, тобто геологічний час на збереженість газових скупчень впливає негативно.
Утворення газу в процесі перетворення ОР відбувається безупинно унаслідок біохімічних, термолітичних, термокаталітичних і пірогідрогенізаційних процесів, кожний з яких діє на різних рівнях у межах всієї осадової оболонки земної кори, у той час як нафта утворюється в чітко визначеному інтервалі, якому властива зміна порід і ОР довгополуменево-коксової стадії. Таким чином, нафту можна вважати лише побічним продуктом газоутворення й вуглефікації, більш строго обмеженим у своєму утворенні просторово й фізико-хімічно і потребуючим спеціальних умов стосовно первинної і вторинної міграцій.
Однак, попри це, вагомі кількості нафти в скупченнях преважають над газовими, що обумовлено такими причинами:
- 1) швидкість утворення й міграції газу нерідко більша швидкості формування пасток і покришок, у результаті чого значні маси біохімічного і ранньотермокаталітичного газу розсіюються до появи пасток;
- 2) здатність газу створювати високі пластові тиски обмежує можливість скупчення газу в пастках під малопотужними шарами;
- 3) висока здатність газу розчинятися в нафті обмежує утворення вільних газів у нафтогазогенній зоні;
- 4) збільшення розчинності газу у воді з підвищенням температури ускладнює виділення його у вільну фазу на великих глибинах без значного збільшення мінералізації води чи насичення її невуглецевими газами;
- 5) висока дифузійна здатність газу обмежує можливість тривалої збереженості його родовищ.

Виявлені на сьогодні запаси газу сконцентровані в основному в мезозойських (насамперед крейдових) відкладах. Роздільне формування великих зон газо- і нафтонакопичення обумовлено, насамперед, генетичними причинами, що відображають особливості генерації, міграції, консервації й акумуляції газоподібних і рідких вуглеводнів, що характеризують фундаментальні розходження в їхніх властивостях, характерних для газів і нафт і тому виявляються скрізь, де вони знаходяться. Саме розходження у вихідній органіці обумовлює те, що окремі літологічні комплекси в межах великих басейнів містять вуглеводневі флюїди переважно одного типу.
Прикладом зон газонакопичення, що утворилися за рахунок перетворення ОР гумусового типу, є газоносні райони півночі Західного Сибіру. У мезозойських відкладах Перської затоки, що мають морське походження і містять ОР сапропелевого типу, знаходиться найбільша на Землі зона переважаючого нафтонакопичення.
На підставі виявлених закономірностей зміни ОР у процесі катагенезу і генетичних зв'язків усіх видів горючих копалин (горючі сланці, вугілля, нафта, газ) прихильники органічної гіпотези припускають, що в природі відбувається єдиний процес вуглеутворення в широкому розумінні, в якому нафта і газ є побічними продуктами, а основна маса ОР перетворюється шляхом вуглефікації.

## Осадово-неорганічна гіпотеза формування нафтових і газових родовищ.

Рисунок 1 — Принципові схеми формування нафтових і газових родовищ за різними теоретичними уявленнями: а — за органічною теорією; б — за магматично-неорганічною теорією; в — за осадово-неорганічною теорією І. І. Чебаненка, М. І. Євдощука, В. П. Клочка, В. С. Токовенка. Умовні позначення: 1 — кристалічні породи; 2 — те саме з включеннями нагромаджень абіогенної нафти; 3 — піщано-глинисті породи з включеннями біогенної нафти; 4 — те саме без включень біонафти. 5 — вапнякові породи; 6 — надані породи-колектори; 7 — нагромадження нафти в промислових розмірах; 8 — глинисті та інші щільні породи-покришки; НМС — нафтоматеринська, або нафтотвірна світа

В останні роки в Інституті геологічних наук НАН України вченими під керівництвом академіка НАН України І. І. Чабаненка запропонована нова, осадово-неорганічна, гіпотеза формування нафтових і газових родовищ. Вона побудована на основі теоретичних уявлень про нафту як продукту синтезу водню і вуглецю в приповерхневих ділянках Землі. Згідно з цією гіпотезою нафтові вуглеводні формуються у верхніх ділянках Земної кори, де глибинний водень взаємодіє із дисперсною органічною речовиною.
Щоб повніше розкрити суть нової нафтової гіпотези, треба порівняти її з двома вже існуючими. З цією метою складені принципові схеми формування нафтових і газових родовищ окремо за кожною з них (рис. 1).
На рис.1а наведено принципову геологічну схему утворення нафтових і газових родовищ стосовно вихідного положення органічної теорії. Її основні теоретичні принципи такі:
- 1. Нафтова речовина має виключно біогенне походження.
- 2. Нафта виникла внаслідок деструктивного перетворення (метаморфізму) залишків рослин і тварин, які були захороненні в товщах осадових порід (піски, глини, вапняки та ін.).
- 3. Перетворення решток рослин і тварин відбувалося не в усіх осадових породах, а лише в окремих, які були найбільш збагачені біогенною органікою і мають назву нафтоматеринських, або нафтотвірних, шарів.
- 4. У нафтоматеринських шарах нафта утворювалася вже в «готовому» вигляді у формі дисперсно-розсіяних краплинок, які в цій теорії мають назву частинок мікронафти.
- 5. Після завершення формування дисперсні краплинки мікронафти виходять з нафтотвірних осадових шарів і рухаються в товщах сусідніх осадових порід до тих пір, поки не потраплять до пасток, в яких нагромаджуватимуться й перетворюватимуться в нафтові або газові родовища.

Зазначимо уразливі місця деяких положень органічної теорії:
- - 1) недоведеність лабораторними експериментальними дослідженнями можливостей перетворення решток похованих рослин і тварин безпосередньо в уже готову нафтову речовину;
  - 2) відсутність у «материнських» осадових породах залишків від рослин і тварин, які не могли повністю перетворитися в нафту (целюлоза, хітин, кістки тощо):
  - 3) відсутність у тих самих нафтотворних шарах осадових порід не тільки залишкових краплинок мікронафти, які нібито утворювалися там, а й навіть всяких слідів перебуванні в них нафтової речовини;
  - 4) фізична неможливість повного виходу дисперсно-розсіяних краплинок нафтової речовини із нафтотворних шарів (без залишку в них слідів їх колишнього там знаходження);
  - 5) відсутність родовищ нафти і газу в самих нафтоматеринських породах.

Ці та інші невідповідності органічної теорії законам фізикохімії та фактичним даним змусили деяких теоретиків нафтової геології шукати інші можливі геолого-геохімічні процеси, які могли б обумовлювати виникнення нафтової речовини та формування її родовищ.
На рис. 1, б наведено принципову схему утворення нафтових і газових родовищ, що складена на основі гіпотези про неорганічне походження нафти. Її основні засади такі:
- нафтова речовина виникає в процесі сполучення водню і вуглецю, які мають неорганічну природу;
- нафтові вуглеводні (метан, етан та їхні складніші модифікації, включаючи нафту) утворюються всередині Землі;
- із глибин Землі метан, етан та інші нафтові вуглеводні підіймаються тріщинами розривних порушень під час її дегазації, а досягнувши верхніх частин земної кори, перетворюються на нафтові та газові родовища.

## Критичний аналіз
Уразливі місця глибинної, або магматичної гіпотези про неорганічне походження нафти такі:
- недостатня вивченість якісного та кількісного складу нафтових вуглеводнів, які підіймаються із Землі під час її дегазації, що стримує розвиток погляду на їх достатність для формування родовищ;
- невизначеність закономірностей надходження (суцільними потоками або вибірковими) нафтових вуглеводнів з внутрішніх частин Землі;
- відсутність пояснення переважної концентрації нафтових і газових родовищ у місцях нагромадження осадових порід (геосинкліналі, рифтогени, синеклізи тощо) та їх випадкові знаходження в районах поширення кристалічних порід (щити, масиви та інші брили).

На рис.1 в показано принципову схему формування нафтових і газових родовищ, яку побудовано на основі теоретичних уявлень про нафту як синтез водню і вуглецю, що відбувається не в глибинних, а в приповерхневих ділянках Землі. Ця гіпотеза є компромісною між двома попередніми — органічною та магматично-неорганічною. У ній немає ні нафтоматеринських шарів, ні готових нафтових вуглеводнів, що підіймаються з глибинних частин Землі. Ця гіпотеза ґрунтується на уявленні, що нафтові вуглеводні формуються у верхніх ділянках земної кори, де глибинний водень (а не готові нафтові вуглеводні!) сполучається з седиментогенним вуглецем. Ця гіпотеза дає відповідь на запитання, чому переважна більшість нафтових і газових родовищ світу розміщена в місцях великих нагромаджень осадових порід, тобто в геосинкліналях, рифтогенах та інших западинах земної кори. По-перше, тому, що саме в цих геоструктурах зосереджені великі маси вуглецю, необхідного для з'єднання з воднем. По-друге, саме до цих геологічних регіонів зонами глибинних розломів надходять найбільші кількості ювенільного водню.
Перевагою осадово-неорганічної гіпотези перед магматично-неорганічною є те, що в ній використовується один лише водень, тоді як механізм «магматичної» гіпотези працює лише за умов надходження із надр Землі вже готових нафтових вуглеводнів. Це ще раз потребує підтвердження, особливо в їх якісному та кількісному відношенні.
Гіпотеза осадово-неорганічного утворення нафти має значнішу ресурсну базу, ніж органічна. Геологи-нафтовики сьогодні вже встановили, що якщо обчислення ресурсів вуглеводнів виконувати на основі органічної теорії, то висновок буде такий: нафти вистачить людству не більше як на 100 років. З позицій осадово-неорганічної гіпотези ресурси вуглеводнів є значно більшими, а можливо, й взагалі виявляться невичерпними. Процес сполучення водню з вуглецем, що є основою цієї гіпотези, відбувається на нашій планеті постійно.
У нафтовій геології давно помічено таке цікаве явище, як часткове, а можливо, й повне «відновлення» нафтових і газових родовищ, що були колись використані й залишені як вже «пусті». Виникає запитання: звідки з'являються нові порції нафти та газу в «старих», тобто вже відпрацьованих родовищах? Можливо, що існуючі родовища нафти і газу є постійно діючими геолого-геохімічними генераторами нових порцій нафтових вуглеводнів. З позицій цієї наукової ідеї можна дійти висновку, що людству не загрожує «нафтовий голод», як це слідує із обмежених можливостей органічної гіпотези.
Виходячи з вже доведених геологічних фактів, що ювенільний водень надходить із глибин Землі в найбільших кількостях зонами глибинних розломів земної кори, а найбільші обсяги вуглецю є в потужних товщах осадових формацій, зроблено висновок, що найперспективнішими для виявлення нафтових і газових родовищ є зони глибинних розломів (та їхні розгалуження) геосинкліналей (орогенів), рифтогенів, синекліз, крайових частин платформ, щитів, масивів та інших брил земної кори.